# 矶钓

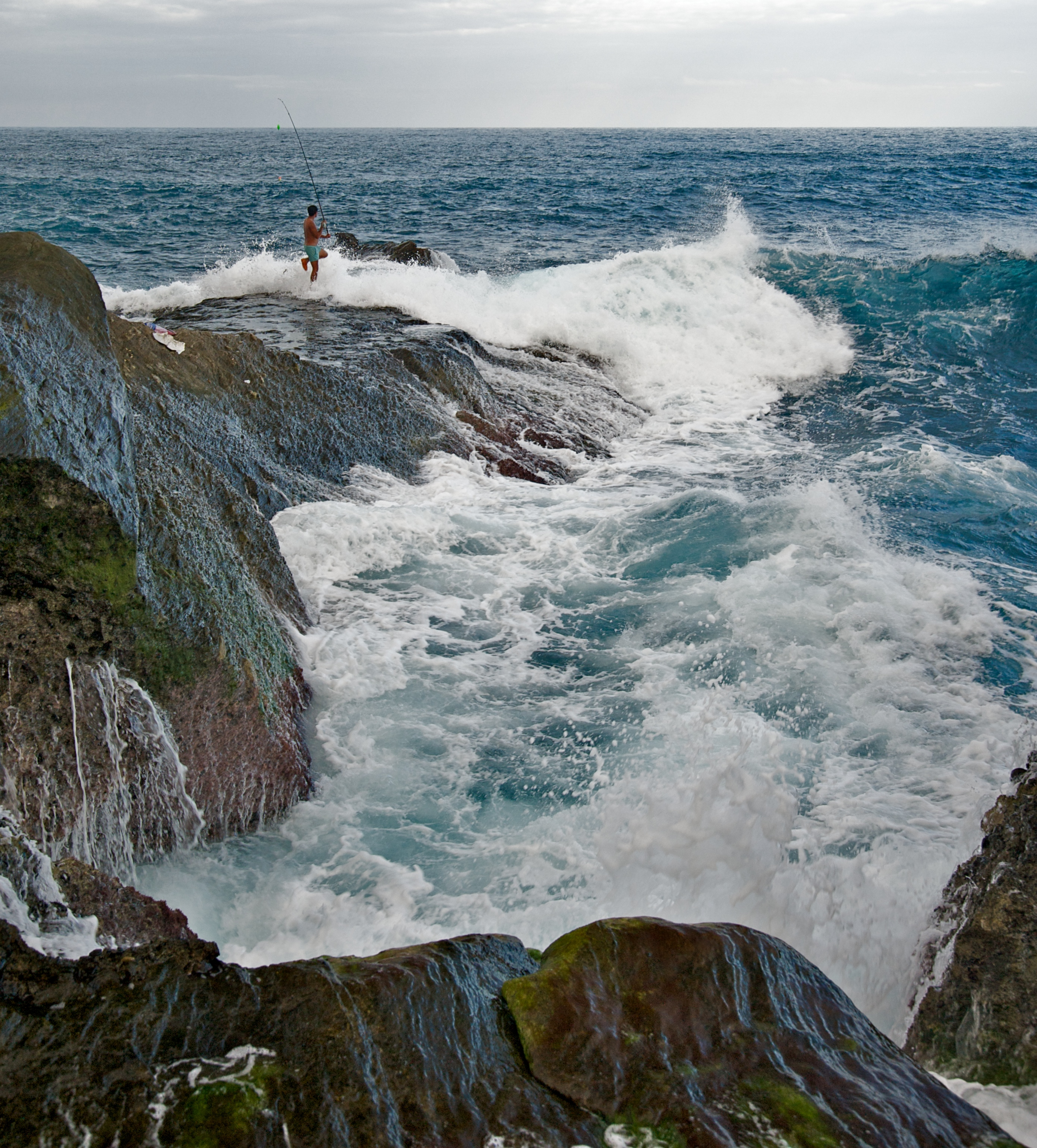
石梯坪

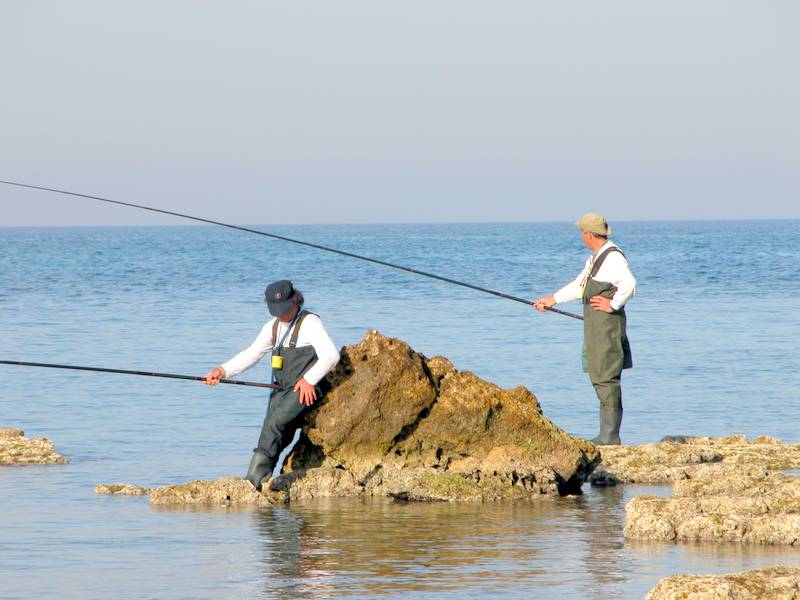
矶钓

矶钓，是指在突出水面的岩石或礁石滩上垂钓。在那些人迹罕至或很少有人为干扰的矶、礁、岛、屿周围，水下往往是峰峦叠嶂、悬崖峭壁、深不可测，地形十分复杂；矶岩周围，礁石丛中，海峡海岬，往往都伴生着极丰富的水生动植物，成为海洋中各种洄游性鱼类索饵、产卵的必经之路，一年四季，鱼源极为丰富，所以成为矶钓冒险家的垂钓乐园。 寻找矶钓钓场，不一定非要乘船渡海，去找那荒矶荒礁；而沿着海岸线的或者大型岛屿周围的礁岩、矶石之边，防波堤、消波桩、拦海坝、水闸、港口、码头、船坞、桥、石油平台、桥梁平台或停泊的船舷旁，凡于潮涨潮落水位能达二三米、三五米或十余米以上水深的地方，都是很好的矶钓钓场。 

## 装备
- 矶竿：任何矶竿，标准长度是18尺。
- 卷線器：可以安装3至5号的母线，约150M的长度即可以。
- 母线：即卷在卷線器上的线，3至5号的母线比较适合一般浮矶用途。
- 子线：亦即「赖脚」，一般浮矶上用的子线会比较投钓时所使用的赖脚长及精貴，要求耐磨损的效能比较高，故此亦有比较昂贵的碳化丝。
- 拧圈：尺寸比較投钓所使用的小。
- 夹铅：用以调较浮波及稳定钓丝。由于需要灵活加减。
- 太空豆：用于穿入母线以设定钓棚深度及固定浮波上限。
- 胶珠：穿在太空豆以下以防止浮波的孔道大于太空豆。
- 胶挡：穿栓于母线拧圈以上，防止拧圈因意外断掉而流失浮波。
- 浮波：让钓饵悬浮在水中吸引鱼儿及表达鱼讯。

## 外部連結
- 矶钓的一些技术文章 （页面存档备份，存于）